# Bud! The Amazing Bud Powell (Vol. 3)
Bud! The Amazing Bud Powell (Vol. 3), auch als The Amazing Bud Powell, Vol. 3: Bud! bezeichnet, ist ein Musikalbum des Jazzpianisten Bud Powell, das am 3. August 1957 im Studio von Rudy Van Gelder in Englewood Cliffs, New Jersey aufgenommen und bei Blue Note 1957 veröffentlicht wurde. Neben seinen Begleitern, dem Bassisten Paul Chambers und dem Schlagzeuger Art Taylor wirkte bei drei Stücken auch der Posaunist Curtis Fuller als Gast mit.

## Das Album
Anfang des Jahres war Powell bereits mit Art Taylor (und dem Bassisten George Duvivier) im New Yorker Birdland aufgetreten; mit Paul Chambers hatte er bereits 1953 für das Blue Note-Album The Amazing Bud Powell Vol. 2 zusammengearbeitet. Chambers und Art Taylor wiederum kannten sich durch ihre gemeinsame Arbeit bei George Wallington und Miles Davis Powell, Chambers und Taylor setzten ihre Zusammenarbeit Ende 1958 mit The Amazing Bud Powell: The Scene Changes fort.
Das Album beginnt mit dem am Blues orientierten Some Soul; beim folgenden Blue Pearl fühlte sich Leonard Feather an den Standard You'd Be So Nice to Come Home to erinnert. Frantic Franties spielt Powell in schnellem Tempo. In Bud on Bach improvisiert der Pianist über das Solfeggietto von Carl Philipp Emanuel Bach, das er in seiner Kindheit übte. In den ersten 58 Sekunden spielt Powell unbegleitet. Mit Keepin’ in the Groove endete die A-Seite des Original-Albums; ein wiederum Blues-basiertes Stück mit Anklängen an Art Tatum. Auf der B-Seite kam der junge Posaunist Curtis Fuller hinzu; in Jesse Stones Idaho ist nach Feathers Ansicht der J.-J.-Johnson-Einfluss unverkennbar. Bud wiederum rekurriert in seinem Solo auf die left-hand-Technik der Swingära, die den Stridepiano-Stil eines Fats Waller nachempfindet. Nach der Jimmy-McHugh-Ballade Don’t Blame Me schließt das ursprüngliche Album mit der Charlie-Parker-Komposition Moose the Mooche, deren Thema von Bud und Fuller unisono vorgetragen wird. Paul Chambers spielt in seinem Solo den Kontrabass pizzicato.

## Rezeption
Scott Yanow wies in seiner Besprechung des Albums in AllMusic, das ihm die zweithöchste Bewertung von 4½ Sternen verlieh, auf die sehr wechselhafte Verfassung des Pianisten in der zweiten Hälfte der 1950er Jahre hin; hingegen sei Bud Powell bei der dritten Ausgabe von The Amazing in „überraschend inspirierter Form.“ Unter seinen Trio-Darbietungen mit Bassist Paul Chambers und Drummer Art Taylor seien Bud on Bach und Some Soul die Höhepunkte. Das Album sei ein „starker Bop-Set, der es wert ist.“
In dem Covertext der Neuausgabe von 2002 hob Bob Blumenthal das hohe Niveau dieser „wirklich guten Session“ hervor. Mit Hinweis auf die oft vorgebrachten physischen und psychischen Probleme des Pianisten in dieser Phase weist der Autor auf die neuen Qualitäten in seinem Klangbild hin. Dennoch sei bei ihm ein Verlust an Energie in den höheren Tempi festzustellen; auch gebe es eine „Vereinfachung seiner sonst so wunderbaren Kompositionen, wie in Keepin’ on the Groove, weit entfernt von den komplexen Juwelen seiner Blue-Note-Frühzeit.“
Richard Cook und Brian Morton verliehen dem Album im Penguin Guide To Jazz lediglich drei Sterne und hoben die „interessante Lead-Stimme“ Curtis Fullers hin. „Das Drama liegt in den anderen [Trio-]Stücken“, „das sei nicht von der schmerzhaften Intensität von Glass Enclosure“, doch den Einsatz, den er in Bud on Bach, Frantic francies und Keepin in the Groove bringe, sei erstaunlich.

## Editionsgeschichte
Das Original-Album (Blue Note LP 1571) wurde erstmals 1989 in CD-Form veröffentlicht, wobei die Reihenfolge der Stücke der Session-Abfolge angepasst wurde. Mit der Veröffentlichung des Albums Anfang 2002 in der RVG-Edition wurde die Original-Abfolge der Langspielplatte wiederhergestellt und ein Alternate Take („Blue Pearl“) angefügt. Gleichzeitig ist dieses Album Bestandteil der 4-CD-Edition The Complete Blue Note and Roost Recordings.

## Die Stücke des Albums
- Blue Note BLP 1571, BST 81571, CDP 7 81571-2
  1. Some Soul – 6:56
  2. Blue Pearl – 3:46
  3. Frantic Fancies – 4:50
  4. Bud On Bach – 2:30
  5. Keepin' In The Groove – 2:53
  6. Idaho (Jesse Stone) – 5:14
  7. Don’t Blame Me (Jimmy McHugh, Dorothy Fields) – 7:31
  8. Moose the Mooche (Charlie Parker) – 5:45
  9. Blue Pearl (alternate take) – 4:03
- Alle anderen Kompositionen stammen von Bud Powell.
- Das Cover-Design des Albums stammt von Reid Miles; die Fotografien von Francis Wolff.